# Petrine Orlamundt
Petrine Orlamundt, född Larsen 10 mars 1817 i Tønsberg i Norge, död 25 oktober 1891 i Köpenhamn i Danmark, var en dansk-norsk skådespelare. 
Hon var dotter till organisten Rasmus Larsen och Alette Pedersdatter och gifte sig 1837 med skådespelaren Carl Wilhelm Orlamundt.
Hon debuterade 1833 på Christiania Offentlige Theater i Oslo, och var sedan verksam i Bergen 1834–1836. Hon turnerade sedan i Norge med P. J. Titchens teater och var 1838–39 anställd vid Christiania Theater tillsammans med maken. Efter detta var hon verksam inom den danska landsbygdsteatern, och även en kort tid vid Casinotheatret. Hon var engagerad vid flera olika danska teatersällskap; hos Carl Beckers, som maken övertog 1841-46, och slutligen från 1858 vid sin egen makes sällskap, som var en av de främsta under denna tid och där hon omtalades som hans bärande kraft. 
Hon var en av dem som omtalades som 'Provinsens Fru Heiberg', ett smeknamn som användes om de mest framträdande danska skådespelerskorna utanför huvudstaden: de övriga var Luise Adeline Werligh, Nicoline Sichlau-Bloch och Emma Cortez. Hon var mor till Hans Orlamundt (1837–1912), som även han kom att bli en välkänd skådespelare.